# Рипа (Горж)
Рипа (рум. Râpa) — село у повіті Горж в Румунії. Адміністративно підпорядковане місту Мотру.
Село розташоване на відстані 252 км на захід від Бухареста, 36 км на південний захід від Тиргу-Жіу, 86 км на північний захід від Крайови.

## Населення
За даними перепису населення 2002 року у селі проживали 402 особи, усі — румуни. Усі жителі села рідною мовою назвали румунську.